# Gnypetoscincus queenslandiae
Gnypetoscincus queenslandiae är en ödleart som beskrevs av  De Vis 1890. Gnypetoscincus queenslandiae ingår i släktet Gnypetoscincus och familjen skinkar. Inga underarter finns listade i Catalogue of Life.